# Belyta subclausa
Belyta subclausa är en stekelart som först beskrevs av Jean-Jacques Kieffer 1907.  Belyta subclausa ingår i släktet Belyta, och familjen hyllhornsteklar. Arten är reproducerande i Sverige.